# Radio Rüsselsheim
Radio Rüsselsheim est une radio associative locale de Rüsselsheim am Main, située dans le land de Hesse. La zone de diffusion autour de Rüsselsheim s'étend sur les communes de Ginsheim-Gustavsburg, Bischofsheim, Hochheim, Flörsheim, Raunheim ainsi qu'en partie sur Astheim et Nauheim.

## Historique
Le projet radiophonique débute en 1995 dans le cadre de l'été culturel sous la direction de l'Office de la culture dans le studio d'enregistrement de Jörg Hemp. L’association Radio Rüsselsheim e.V. est créée le 3 mars 1995.

## Financement
Le financement de la radio provient en grande partie de fonds de la Hessische Landesanstalt für privaten Rundfunk und neue Medien (LPR Hessen) collectés par la redevance audiovisuelle.

### Source de la traduction
- (de) Cet article est partiellement ou en totalité issu de l’article de Wikipédia en allemand intitulé « Radio Rüsselsheim » (voir la liste des auteurs).